# Stadio Gustavo Ventura
Lo stadio Gustavo Ventura è un impianto sportivo di Bisceglie.

## Storia
Lo stadio è intitolato a don Gustavo Ventura, ex presidente-allenatore della Diaz e della Biscegliese poi diventata A.S. Bisceglie.
Fu costruito negli anni '70 disponendo soltanto di una gradinata. Successivamente è stato ristrutturato e dotato di una tribuna, una pista di atletica e un impianto di illuminazione.
Nel 1978 è ambientata una scena del film La liceale nella classe dei ripetenti.
Tra l'8 giugno e il 25 giugno 1997 si sono svolte alcune partite della competizione di calcio dei XIII Giochi del Mediterraneo.
Nel 2015 ospita una partita valida per la fase eliminatoria del torneo "Viareggio Cup 2015" tra Atalanta e Club Bruges.
Nel 2017 è stanziato un nuovo progetto di ristrutturazione
Il 27 novembre  2021 lo stadio ha ospitato la prima partita in Serie A di rugby femminile del Bees Bisceglie.
Il 1 ottobre 2024 vengono iniziati i lavori per realizzare un manto erboso artificiale di ultima generazione, a causa delle criticità avute negli ultimi anni con il terreno di gioco. 

## Struttura
La capienza attuale dello stadio, con le recenti ristrutturazioni per metterelo a  norma è di circa 5.000 posti, le dimensioni del terreno di gioco sono 105 x 70 m. Può ospitare gare di atletica leggera. È caratterizzato da tre settori: due in cemento(tribuna est, tribuna ovest), ed uno in tubulari (settore ospiti). Adeguato alle norme per la Lega Pro ha impiantati seggiolini nelle due tribune.